# María Garfias
María Rita de la Preciosa Sangre de García Garfias, nació el 22 de mayo de 1849 en la Ciudad de México, sus padres fueron José García Garfias y María del Refugio Malabear y Anyano,   al parecer ella fue la única hija del matrimonio.  
Fue bautizada el mismo día de su nacimiento, (una práctica inusual) en la iglesia parroquial de la Santa Veracruz.
Fue una de las compositoras más importantes del país del siglo XIX, su talento se manifestó desde una edad muy precoz, demostrando un gran dominio en el piano y la composición, su tipo de música era el vals o música de salón, pues en aquel tiempo era lo que más se escuchaba además de la ópera.
Se casó con Ignacio Garfias el 27 de agosto de 1868, con quién tuvo dos hijos; Mario y Manuel.
Murió el 9 de marzo de 1918, debido a la neumonía y sus restos se encuentran junto a su esposo e hijos.

## Vida y música
María nació en el seno de una familia católica, su padre José García Garfias y María del Refugio Malabear y Anyano, probablemente por decisión de sus padres es que su nombre artístico fuera María Garfias
Sus primeras clases de piano las tomo con la pianista Refugio Valenzuela, pero después de un tiempo ella dejó de ser su profesora de piano, aunque no se sabe el motivo por el cual ocurrió esto, se sabe que fue por voluntad de la pianista Refugio Valenzuela.
Se publicaron dos obras de su autoría en la colección El Repertorio dirigida por Manuel Murguía, el primero se llama Melodía den el número 21 y Gratitud en el número 28, ambos en el tomo 11.
Sus posteriores maestros fueron José Crescencio Agustín Balderas Araoz, quién también tuvo una aportación significativa en la música en nuestro país, él impartía clases en el año de 1856 en el Colegio Anglo Franco Americano de Científico Literario e Industrial, pero se intuye que las clases que le daba a la pequeña María de 10 años, debían de ser a domicilio, ya que su otro profesor, Cenobio Paniagua, sólo daba este tipo de clases
Cenobio Paniagua funda una academia de Armonía y Composición, donde Garfias es parte de aquel grupo de músicos. Paniagua decide en 1862 hacer una puesta en escena en el Teatro Nacional donde debutó María Garfias como pianista y compositora.
Ejecuta a piano Fantasía sobre Lucía de Lammermmor de Donizzeti, escrita por el compositor Émile Prudent, y posteriormente interpreta una composición propia Martha, Fantasía para piano, además de que se presentó 
El 18 de diciembre de 1862 la Sociedad Zaragoza (que era un grupo de mujeres) organizó un evento en el Teatro Nacional para apoyar al Ejército de Oriente, donde al final del evento, María Garfias de 13 años se presentó en Apoteosis del benemérito General Ignacio Zaragoza, donde también ella ayudo en la creación de la música de ¡¡Dios salve a la Nación!!
El 22 de enero del 1866 María Garfias regreso a la escena musical en beneficio de los enfermos de la Parroquia del Sagrario, en el Palacio de la Lonja.

## Matrimonio
Se casó el 27 de agosto de 1868, con el ingeniero Ignacio Garfias, quién se supone tuvo algún grado de parentesco con la pianista, de este matrimonio nacieron dos niños y la relación duro hasta el fallecimiento de Ignacio Garfias.

## Hijos
Su primer hijo nace el 9 de mayo de 1869, al cual llaman Mario Pedro Jacinto de la Preciosa Sangre Garfias y Garfias.
Su segundo hijo nace el 13 de mayo de 1872, que se llamó Manuel Mucio Juan de la Preciosa Sangre Garfias y Garfias
Su primer hijo se casó con María Villaseñor en el año de 1898 por lo civil y por la Iglesia, pero ambos eventos en diferentes días; de este matrimonio salieron dos niñas, María y Ana María.

## Últimos años de vida
El 17 de enero de 1898 muere su esposo Ignacio Garfias, y el 1 de marzo muere su hijo Manuel. Su primer hijo, Mario murió el 29 de enero de 1909, María Garfias mantuvo una buena relación con la esposa de este, María Villaseñor y con sus nietas.
En la vida adulta de María Garfias no tuvo tantos acontecimientos en el plano artístico, pues no se tienen tantas notas como sí de su niñez donde demostró tener un gran talento tanto en la composición como en el piano, lo más probable es que se haya dedicado a su vida en el hogar después de haber contraído matrimonio.
María falleció el 9 de marzo de 1918, por neumonía. Sus restos descansan al lado de su esposo e hijos en el Panteón Español.

## Obras
Garfias escribió varias obras mientras estaba en la vida pública, pues como ya se mencionó con anterioridad dejó de presentarse después de haberse casado.
- Melodía: Esta dedicada a su maestro de piano, Balderas. Fue escrita cuando ella tenía 12 años. Tiene 66 compases de extensión, y va entre Do menor y Mi bemol mayor.[18] Lo que más sorprende de esta pieza es que María la haya compuesto a una edad tan joven, teniendo en cuenta la complejidad que se presenta.
- Gratitud: En esta pieza también Garfias hace una dedicatoria, pero esta vez para su maestro Paniagua.[19] Esta obra está escrita en Mi bemol mayor, sin tempo.[19] Es menos compleja que Melodía, pero sigue siendo un vals muy bello.
- Martha, Fantasía para piano: Fue de las primeras que presentó en público y esta compuesta de una forma que era de esa época.[20]
- ¡¡Dios salve a la Nación!!: En esta obra María también dio muestras de su talento en el canto, pues esta obra fue presentada en 1862 junto a un coro de niñas, en el que la compositora participo (como ya se ha dicho anteriormente),[21] pero para esta obra la parte lírica fue de Tovar y María estuvo a cargo de la composición musical.[7]